# Enneagonum hyalinum
Enneagonum hyalinum is een hydroïdpoliep uit de familie Abylidae. De poliep komt uit het geslacht Enneagonum. Enneagonum hyalinum werd in 1827 voor het eerst wetenschappelijk beschreven door Quoy & Gaimard. 